# Polyura tyrtaeus
Polyura tyrtaeus är en fjärilsart som beskrevs av Felder 1859. Polyura tyrtaeus ingår i släktet Polyura och familjen praktfjärilar. Inga underarter finns listade i Catalogue of Life.